# Паралелни изчисления
Паралелни изчисления (на английски: parallel computing) е форма на изчисляване (computation), при която множество изчисления се извършват едновременно , действайки на принципа, че големите проблеми често могат да се разделят на по-малки, които след това да бъдат разрешени успоредно („в паралел“). Има няколко различни форми на паралелни изчисления: бит-ниво, инструкционно ниво, ниво на данни и таск-паралелизъм. Паралелизмът е използван от много години.

## Видове паралелност

### Паралелизъм на битово ниво
Исторически погледнато, 4-битови микропроцесори са заменени с 8-битов, 16-битов, а след това 32-битови микропроцесори. Тази тенденция като цяло приключи с въвеждането на 32-битови процесори, която е стандарт в продължение на две десетилетия. Около 2003 – 2004 г., с появата на x86-64 архитектури, 64-битовите процесори стават нещо обичайно.

### Паралелизъм на ниво инструкция
Модерните процесори са като тръбопроводи. Всяка тръба от тръбопровода съответства на друго действие на процесора. Процесор с N-тръби на тръбопровод може да има до N различни инструкции на различните тръби на изпълнение.

### Паралелизъм на задачи
Задачата паралелизъм е характеристика на паралелна програма при която „напълно различни изчисления могат да бъдат извършвани върху еднакви или различни ресурси едновременно“.